# Richard Tandy
Richard Tandy (n. 26 martie 1948, Birmingham, Anglia, Regatul Unit – d. 1 mai 2024, Albany, New York, SUA) a fost un muzician englez. Este cel mai cunoscut ca și claviaturistul trupei rock Electric Light Orchestra. Claviaturile sale constituiau un element important în soundul formației, mai ales pe albumele A New World Record, Out of the Blue, Discovery și Time.